# Першин В'ячеслав Володимирович
В'ячеслав Володимирович Першин (нар. 18 жовтня 1940, Кизил-Арват, Туркменська РСР — пом. 27 серпня 2008, Черкаси, Україна) — радянський футболіст, згодом — радянський та український тренер, виступав на позиції захисника. Майстер спорту СРСР (1966), Заслужений тренер УРСР (1989).

## Кар'єра гравця
Вихованець московського футболу, В'ячеслав починав грати в юнацькій команді стадіону «Юних піонерів». На початку 1960-х років переїхав в Україну, де дебютував за який виступав у класі «Б» «Авангард» з Тернополя, а пізніше «проходив службу» в армійській команді Львова.
У 1963 році В'ячеслава запрошують в луганську команду «Трудові резерви», яку тренував Герман Зонін.
Фланговий захисник досить швидко завоював місце в стартовому складі команди, незабаром отримала нову назву — «Зоря». Фізично міцний, впевнений в собі, жорсткий в єдиноборствах, Першин став стрижневим гравцем луганського клубу 1960-х років. У грі відрізнявся точним вибором позиції, сміливістю й самовіддачею. У сезоні 1966 року народження, луганчани, фінішувавши першими в своїй підгрупі й вигравши перехідний турнір, завоювали путівку до першої групи класу «А». У наступному сезоні В'ячеслав дебютував за луганський клуб у вищому дивізіоні радянського футболу, але через розбіжності з тренерами покинув команду, виїхавши в ризьку «Даугаву». Втім, у латвійському клубі надовго не затримався й незабаром повернувся в Україну.
Першу частину сезону 1968 року відіграв у донецькому «Шахтарі», після чого перейшов у полтавський «Сільбуд», який тренував Олександр Алпатов, який добре знав Першина ще з часів роботи тренером у луганській «Зорі». Досвідчений захисник легко вписався в ігровий стиль полтавської команди, яка за підсумками того сезону зайняла 5 місце. Відігравши в Полтаві ще один сезон, перебрався в чернігівську «Десну», яка стала останньою командою в ігровій кар'єрі футболіста.

## Кар'єра тренера
Залишивши активну ігрову кар'єру, В'ячеслав Володимирович працював тренером у луганському спортінтернаті. У 1974 році був начальником команди в івано-франківському «Спартаку», після чого знову повернувся до роботи дитячого тренера в спортінтернат. Серед його вихованців були такі відомі футболісти, як Олександр Бережний, Сергій Журавльов. У 1977 році Першин переходить на тренерську роботу в ворошиловградську «Зорю», помічником очолював команду Йожефа Сабо, а по закінченню сезону, разом з ним перебирається до Києва, де працював з армійською командою столиці України.
У 1979 році входив у тренерський штаб луцького «Торпедо», а ще через рік був призначений старшим тренером волинської команди. Втім, перший досвід самостійної роботи на чолі футбольного колективу був не дуже вдалим, команда провела сезон не рівно, в результаті посівши 20 місце в турнірній таблиці. У 1984 році очолював керченський «Океан», а наступного сезону, протягом першого кола, був наставником хмельницького «Поділля».
У 1987 році, В'ячеслав Володимирович очолив черкаський «Дніпро», який втратив на той час статус команди майстрів. Здобувши перемогу в чемпіонаті УРСР серед команд колективів фізкультури, підопічні Першина повернули Черкасам прописку в другій лізі. Черкаський колектив тренував до травня 1989 року, після чого віддавши кермо влади командою Рудольфу Козенкова, кілька років працював в аматорському футболі. Уже в незалежній чемпіонаті України, нетривалий час входив в тренерський штаб команди «Нафтовик» (Охтирка), пізніше тренував аматорський колектив «Нива-Нафтовик» з Корсунь-Шевченківського. Навесні 1998 року очолив запорізьке «Торпедо», але провівши на чолі команди чотири поєдинки, залишив свій пост, повернувшись до Черкас де прийняв місцевий клуб, який тренував до кінця першого кола. У березні-квітні 2002 року, після чергової зміни тренера, В'ячеслав Володимирович знову був біля керма команди з Черкас. З літа 2002 року Першин працював помічником Вадима Добіжі в тверській «Волзі», яка втратила на той час професіональний статус. У 2003 році досвідченого наставника призначають головним тренером колективу з Твері. В'ячеслав Володимирович запрошує своїм помічником Олександра Кирилюка. Тренерам вдається створити боєздатний колектив. Здобувши перемогу в регіональній першості «Золоте кільце», клуб знову повертається до другої ліги чемпіонату Росії. Повернувшись в Україну, Першин працював з аматорськими колективами «Колос» (Чорнобай) і «Златокрай» (Золотоноша). У 2006 році знову був у тренерському штабі черкаського «Дніпра». Останньою командою, з якою працював наставник, бал аматорський клуб [[«Ходак»|«Ходак»]]. Помер В'ячеслав Володимирович Першин 27 серпня 2008 року. На згадку про заслуженого тренера, в Черкаській області, проводиться традиційний футбольний турнір.

## Досягнення

### Як гравця
«Зоря» (Луганськ)
- Чемпіонат УРСР
  -  Чемпіон (1): 1966

### Як тренера
«Дніпро» (Черкаси)
- Чемпіонат УРСР серед аматорів
  -  Чемпіон (1): 1988

«Волга» (Твер)
- аматорська Першість Росії (МРО Золоте Кільце)
  -  Чемпіон (1): 2003

### Відзнаки
- Майстер спорту СРСР: 1966
- Заслужений тренер УРСР: 1989